# Химик (стадион, Кемерово)
Стадион «Химик» — спортивное сооружение в Кемерове, используемое местной хоккейной командой «Кузбасс». Ранее на стадионе выступала одноимённая футбольная команда.
Стадион был построен до войны и располагался с востока на запад. Несколько раз реконструировался. В 1948 году стадион перестроили, развернув его на 90 градусов. В 1978 году стадион был капитально реконструирован к международному турниру по хоккею с мячом на призы газеты «Советская Россия» и превратился в бетонную чашу, вместимостью 30 000 зрителей.
В 2003 году на стадионе была установлена компрессорная станция для производства искусственного льда. В 2007 году в комплекс стадиона вошёл крытый ледовый модуль, вместимостью 3000 зрителей, со стандартным ледовым полем для хоккея с мячом, позволяющим комфортно проводить соревнования и тренировки по зимним видам спорта летом и в морозы, когда температура воздуха опускается ниже тридцати градусов.
В 2007 году стадион принимал матчи чемпионата мира по хоккею с мячом.
По состоянию на 2007 год открытая арена стадиона вмещает 2 304 зрителей. При этом на финальном матче чемпионата мира 2007 года присутствовало 32 000 болельщиков, что считается абсолютным рекордом. Стадион «Химик» также является рекордсменом по посещаемости игр чемпионата России по хоккею с мячом.